# Сарлыкбеков, Алмаз Чолпонович
Алмаз Чолпонович Сарлыкбеков (11 ноября 1950, Тулек, Фрунзенская область — 12 июня 2008, Бишкек) — советский, киргизский театральный режиссёр. Народный артист Киргизской Республики (2006).

## Биография
Учился в сельской школе, с 4 класса — в школе-интернате; в 1967 г. окончил школу № 5 в г. Фрунзе. В том же году по настоянию родителей поступил во Фрунзенский политехнический институт, но, не проучившись и полугода, оставил его. В 1968 г. поступил на режиссёрский факультет Ленинградского института культуры им. Н. К. Крупской. По окончании института служил в рядах Советской Армии.
В 1974 г. вернулся в Киргизию, работал в народных театрах республики. В 1976—1980 гг. учился в Государственном институте театрального искусства им. А. В. Луначарского у М. О. Кнебель, ученицы К. С. Станиславского, и окончил его по специальности «режиссёр профессиональных театров».
В 1981 г. назначен главным режиссёром Нарынского музыкально-драматического театра. Ставил спектакли по произведениям Ф. М. Достоевского, У. Шекспира, Ч. Айтматова и др. О высоком уровне театральных постановок свидетельствуют многочисленные приглашения на всесоюзные театральные фестивали, фестиваль молодёжных спектаклей (Тбилиси, 1985; с постановкой «Ранние журавли» по Ч. Айтматову); творческий отчёт в Москве (1987) по приглашению Министерства культуры СССР.
Ставил спектакли в Иссыккульском драматическом театре («Ажар», по повести К. Баялинова) и в Киргизском государственном академическом драматическом театре («Мунабия»; 1988).
В начале 1990-х годов переехал в Бишкек. Руководил Кыргызским государственным ТЮЗом, затем стал директором и главным режиссёром Киргизского национального академического театра драмы имени Т. Абдымомунова.
Поставил спектакль «Жаабарс» (по Ч. Айтматову) в молодёжном театре «Учур».
Последний период жизни возглавлял Кыргызский государственный ТЮЗ имени Б. Кыдыкеевой. Спектакли ТЮЗа, поставленные А. Сарлыкбековым, удостоены Гран-при республиканских и международных театральных фестивалей.
В 2000-х гг. консультировал постановки спектаклей в театрах Кыргызстана.

## Спектакли
- Мои милые старики (авт. Т. Абдумомунов)
- Вспоминая Жукеева-Пудовкина (авт. Ж. Садыков)
- Борбаш (авт. Т. Абдумомунов)
- Ранние журавли (по Ч. Айтматову)
- Преступление и наказание (по роману Ф. М. Достоевского)
- Макбет (авт. В. Шекспир)
- Плаха (по роману Ч. Айтматова)
- Солнечный мальчик (авт. С. Раев)
- Король Лир (авт. В. Шекспир)
- Аксаткын и Кулмырза (авт. Э. Эрматов)
- Мунабия (авт К. Акматов, Ж. Кулмамбетов)
- Ажар (авт. К. Баялинов)
- Женщина (авт. С. Раев)
- Человек и дявол (авт. Ж. Садыков)
- Шабдан батыр (авт. Ж. Садыков)
- Явление или Алыкул (авт. Б. Калчабаева)
- Жаабарс (по Ч. Айтматову)[3]
- Талант и судьба (авт. Ж. Кулмамбетов)[4]
- Старый холостяк (авт. К. Мамбетакунов)
- Канат и Зарина (авт. Ж. Кулмамбетов)
- Волчица (авт. Дж. Верга)
- Игра в царя (авт. Жума Куддус) — Гран-при Иссык-Кульского фестиваля центральноазиатских театров «Аземи-2006»[5].
- Плач царицы (авт. С. Раев) — Гран-при Международного театрального фестиваля в Душанбе — за лучшую режиссуру[6]
- Всеми забытый (авт. Назым Хикмет)

## Награды и премии
- Народный артист Кыргызстана (2006)
- Заслуженный деятель искусств Киргизской ССР
- Всесоюзная серебряная медаль имени А. Попова
- Премия Ленинского комсомола Киргизской ССР
- Республиканская премия Кыргызстана имени М. Рыскулова
- Республиканская премия Кыргызстана имени Ж. Абдыкадырова
- Международная премия клуба Ч. Айтматова в области литературы, искусства и культуры

## Память
Имя А. Сарлыкбекова присвоено клубу в селе Тюлек Чуйской области.